# Fuego en el cielo
Fuego en el cielo es una película estadounidense de ciencia ficción e intriga de 1993 dirigida por Robert Lieberman y protagonizada por D. B. Sweeney, Robert Patrick, Craig Sheffer, Peter Berg, Henry Thomas y James Garner en los papeles principales. Está basada en el libro Fire in the sky, the Walton experience de Travis Walton.

## Sinopsis
La película está ambientada en Arizona, en noviembre de 1975. Según testimonio de cinco amigos suyos, Travis Walton fue abducido por un OVNI en el bosque. El pueblo de Snowflake se divide entre los que creen la historia de los cinco «testigos» y entre los que consideran que se trata de una fantasiosa coartada para encubrir un asesinato. Cuando todo parece estar en un callejón sin salida ocurre un hecho imprevisto que parece solucionar todo, pero que, en realidad, plantea aún más preguntas.

## Adaptación
Basada en el libro de Travis Walton —él y su esposa Dana hacen un breve cameo en el film—, Fuego en el cielo es una película de ciencia ficción que muestra el interesante tema de las abducciones extraterrestres.
El rapto de Travis Walton por un OVNI empieza como un flashback narrado por los cinco amigos de Travis Walton a las escépticas autoridades. Pronto los cinco son señalados como posibles asesinos de Walton. Acertadamente, la primera mitad del film muestra los testimonios de los cinco amigos de Walton. La duda asalta al espectador por momentos, a pesar de saber que es un film de ciencia ficción.
La inesperada reaparición de Walton parece resolver la angustiosa situación de sus cinco amigos. Sin embargo, su posterior y aterrador testimonio de lo acontecido en la nave espacial -donde, según él, los extraterrestres lo estudiaron como a una cobaya- no parece resolver las cosas. Queda la duda de si los seis hombres planearon este gran fraude con fines de lucro.
A pesar de que el film se toma ciertas libertades respecto al libro original, como la secuencia dentro de la nave espacial, Fuego en el cielo cumple su cometido de ser un filme realista acerca de los raptos alienígenas. Debe tenerse en cuenta que la escena de la película donde se muestra a Walton dentro del OVNI ha sido altamente rediseñada por los guionistas para darle una apariencia más cinematográfica, ya que el relato original que Walton describe en su libro es muy diferente a la escena del filme.